# Золмс
Золмс (њем. Solms) град је у њемачкој савезној држави Хесен. Једно је од 23 општинска средишта округа Лан-Дил. Према процјени из 2010. у граду је живјело 13.511 становника. Посједује регионалну шифру (AGS) 6532021.

## Географски и демографски подаци
Золмс се налази у савезној држави Хесен у округу Лан-Дил. Град се налази на надморској висини од 144 метра. Површина општине износи 34,0 km². У самом граду је, према процјени из 2010. године, живјело 13.511 становника. Просјечна густина становништва износи 397 становника/km².